# Episodi di Gli eroi di Hogan (sesta stagione)
La sesta stagione della serie televisiva Gli eroi di Hogan è stata trasmessa in anteprima negli Stati Uniti d'America dalla CBS tra il 20 settembre 1970 e il 4 aprile 1971.
| nº | Titolo originale                | Titolo italiano | Prima TV USA      | Prima TV Italia |
| -- | ------------------------------- | --------------- | ----------------- | --------------- |
| 1  | Cuisine à la Stalag 13          |                 | 20 settembre 1970 |                 |
| 2  | The Experts                     |                 | 27 settembre 1970 |                 |
| 3  | Klink's Masterpiece             |                 | 4 ottobre 1970    |                 |
| 4  | Lady Chitterly's Lover (Part 1) |                 | 11 ottobre 1970   |                 |
| 5  | Lady Chitterly's Lover (Part 2) |                 | 18 ottobre 1970   |                 |
| 6  | The Gestapo Takeover            |                 | 25 ottobre 1970   |                 |
| 7  | Kommandant Schultz              |                 | 1º novembre 1970  |                 |
| 8  | Eight O'Clock and All Is Well   |                 | 8 novembre 1970   |                 |
| 9  | The Big Record                  |                 | 15 novembre 1970  |                 |
| 10 | It's Dynamite                   |                 | 22 novembre 1970  |                 |
| 11 | Operation Tiger                 |                 | 29 novembre 1970  |                 |
| 12 | The Big Broadcast               |                 | 6 dicembre 1970   |                 |
| 13 | The Gypsy                       |                 | 13 dicembre 1970  |                 |
| 14 | The Dropouts                    |                 | 27 dicembre 1970  |                 |
| 15 | Easy Come, Easy Go              |                 | 10 gennaio 1971   |                 |
| 16 | The Meister Spy                 |                 | 17 gennaio 1971   |                 |
| 17 | That's No Lady, That's My Spy   |                 | 24 gennaio 1971   |                 |
| 18 | To Russia Without Love          |                 | 31 gennaio 1971   |                 |
| 19 | Klink for the Defense           |                 | 7 febbraio 1971   |                 |
| 20 | The Kamikazes Are Coming        |                 | 21 febbraio 1971  |                 |
| 21 | Kommandant Gertrude             |                 | 28 febbraio 1971  |                 |
| 22 | Hogan's Double Life             |                 | 7 marzo 1971      |                 |
| 23 | Look at the Pretty Snowflakes   |                 | 21 marzo 1971     |                 |
| 24 | Rockets or Romance              |                 | 4 aprile 1971     |                 |